# Brájer Éva
Brájer Éva Mária (Székesfehérvár, 1962. szeptember 2.) magyar politikus, országgyűlési képviselő.

## Életpályája
1981-ben érettségizett a Teleki Blanka Gimnáziumban. Ezután fotó-optikusi technikumot végzett, majd melegkonyhás üzletvezetői képesítést szerzett. 1991-ben kereskedelmi vállalkozást alapított. 2002–2010 között a székesfehérvári közgyűlés tagja volt. 2003 óta a Fidesz tagja. 2006-ban Maroshegyen mandátumot szerzett. 2010–2019 között Székesfehérvár alpolgármestere volt. 2010–2014 között országgyűlési képviselő volt. 2010–2014 között az oktatási, tudományos és kutatási bizottság tagja volt. 2019-től a Magyar Turisztikai Ügynökségnél a BTTF Badacsony és térsége Turisztikai Fejlesztő Nonprofit Zrt. képviselője.